# Emigrate
Emigrate — рок-гурт, створений в Нью-Йорку Ріхардом Круспе, гітаристом гурту Rammstein.

## Дискографія

### Альбоми
- Emigrate (2007)
- Silent So Long (2014)
- A Million Degrees (2018)
- The Persistence of Memory (2021)

### Сингли
- New York City (2007)
- Temptation (2008)